# Mehekar
Mehekar är en ort i Indien.   Den ligger i distriktet Buldana och delstaten Maharashtra, i den centrala delen av landet, 900 km söder om huvudstaden New Delhi. Mehekar ligger 559 meter över havet och antalet invånare är 41 137.
Terrängen runt Mehekar är platt. Runt Mehekar är det ganska tätbefolkat, med 192 invånare per kvadratkilometer. Mehekar är det största samhället i trakten. Trakten runt Mehekar består till största delen av jordbruksmark.